# Instituto de Pesquisa da África
O Africa Research Institute (ARI) é um think-tank independente sem fins lucrativos fundado em fevereiro de 2007. É o único think-tank no Reino Unido a se concentrar exclusivamente em questões políticas, econômicas e sociais na África subsaariana. A ARI se esforça para informar a formulação de políticas domésticas e internacionais por meio da publicação de pesquisas e da hospedagem de eventos interativos. A missão da ARI é chamar a atenção para ideias ou políticas que funcionaram na África, destacando e analisando as melhores práticas no governo, na economia e na sociedade civil . A ARI incentiva o debate e desafia a sabedoria convencional na África subsaariana e sobre ela. Procura fornecer uma compreensão diferenciada e representativa da região, em oposição às representações “binárias” convencionais que muitas vezes dominam a mídia ocidental. A organização publicou trabalhos sobre urbanização, reforma política e institucional, integração regional, saúde e agricultura, entre outros temas.

## História
O Instituto de Pesquisa da África foi fundado em fevereiro de 2007. Sua primeira publicação, The Day After Mugabe: prospects for change in Zimbabwe, coletou uma ampla gama de análises e comentários de todo o espectro político, com perspectivas da África, China, Europa e América do Norte. O livro foi escolhido como um dos “Melhores Livros de 2007” pelo jornal The Observer e revisado pela revista Spectator. Desde então, o instituto publicou inúmeras notas informativas, artigos, artigos e podcasts. Todas as publicações da ARI são em inglês, com algumas selecionadas também publicadas em francês. A ARI também promove eventos, na forma de painéis, mesas redondas, debates e lançamentos de livros. Mark Ashurst, ex-correspondente de Joanesburgo do Financial Times e da BBC Africa, foi o primeiro diretor do ARI de 2007 a 2010. Ele foi sucedido em 2011 por Edward Paice, um historiador especializado no Chifre da África e na África Oriental.

## Publicações
O Africa Research Institute publica trabalhos em cinco formatos. Todas as publicações estão disponíveis gratuitamente no site do instituto e em cópia impressa mediante solicitação.

### Vozes políticas
A série Policy Voices do Africa Research Institute destaca casos de realização individual ou de grupo que têm implicações importantes para a política. Os colaboradores desta série são capazes de recorrer a extensa experiência em seus respectivos campos de especialização. A série Policy Voices foi lançada em dezembro de 2008, com a publicação de Alimentando cinco mil: o caso de cultivos indígenas no Zimbábue por Paul Chidara Muchineripi, e Pense pequeno: o exemplo de pequenas doações em Madagascar por Brian Donaldson. O Other Policy Voices cobriu diversos tópicos, como planejamento urbano, reforma tributária, reforma política e institucional e agricultura. Em 2013, o Africa Research Institute publicou seu primeiro Policy Voice em francês, Pour l'Etat et le citoyen: la réforme de l'administration fiscale au Burundi, de Kieran Holmes, Domitien Ndihokuwayo e Chantal Ruvakubusa do Office burundais des recettes

### Contrapontos
A série Contrapontos procura analisar criticamente ou desafiar as suposições convencionais sobre o continente. A primeira série Counterpoints foi lançada em 2010 com a publicação de Por que a África pode se tornar grande na agricultura, de Mark Ashurst e Stephen Mbithi; Como os intelectuais fizeram história no Zimbábue por Blessing-Miles Tendi; e África através da minha televisão, de Michael Holden.